# Fritz Suhren
Fritz Suhren, född 10 juni 1908 i Varel, död 12 juni 1950 i Sandweier, var en tysk SS-Sturmbannführer och dömd krigsförbrytare. Från 1942 till 1945 var han kommendant i koncentrationslägret Ravensbrück, beläget omkring 75 kilometer norr om Berlin.

## Biografi
Suhren kommenderades i april 1941 till koncentrationslägret Sachsenhausen, där han med tiden blev förste Schutzhaftlagerführer, vilket innebar att han blev lägrets operative chef och kommendantens adjutant. I maj 1942 beordrade Suhren kapo Harry Naujoks (1901–1983) att hänga en fånge. Naujoks vägrade att göra detta men Suhren tvingade honom att stå bredvid galgen när fången hängdes.

### Ravensbrück
På order av Oswald Pohl, chef för SS-Wirtschafts- und Verwaltungshauptamt, utnämndes Suhren den 1 september 1942 till kommendant i Ravensbrück. Suhren föresatte sig att låta fångarna arbeta så hårt som möjligt och ge dem så små matransoner som möjligt. Suhren hade även i uppgift att välja ut fångar som skulle undergå medicinska experiment. Under ledning av Karl Gebhardts företogs experiment med ben-, muskel- och nervregeneration samt bentransplantation. Därtill utfördes omfattande steriliseringsexperiment på lägerfångarna i Ravensbrück.

### Flykt och död
I slutet av april 1945 flydde Suhren med bland andra SS-Oberscharführer Hans Pflaum från Ravensbrück i riktning mot Malchow. I maj greps de av de allierade och internerades i lägret Neuengamme. Innan de hann ställas inför militärdomstol, flydde Suhren och Pflaum ur lägret. Suhren gick under jorden och antog namnet "Herbert Pakusch". Av en händelse träffade Suhren i oktober 1948 en före detta sekreterare från Ravensbrück och i mars påföljande år greps han. Amerikanska myndigheter utlämnade honom och Pflaum till den franska ockupationsmakten. En militärdomstol dömde dem till döden den 10 mars 1950. Suhren och Pflaum avrättades genom arkebusering den 12 juni 1950 i ett skogsområde i närheten av Sandweier.